# Alicia (Bohol)
Alicia is een gemeente in de Filipijnse provincie Bohol op het gelijknamige eiland. Bij de census van 2015 telde de gemeente bijna 24 duizend inwoners.

## Geografie

### Gemeentehuis

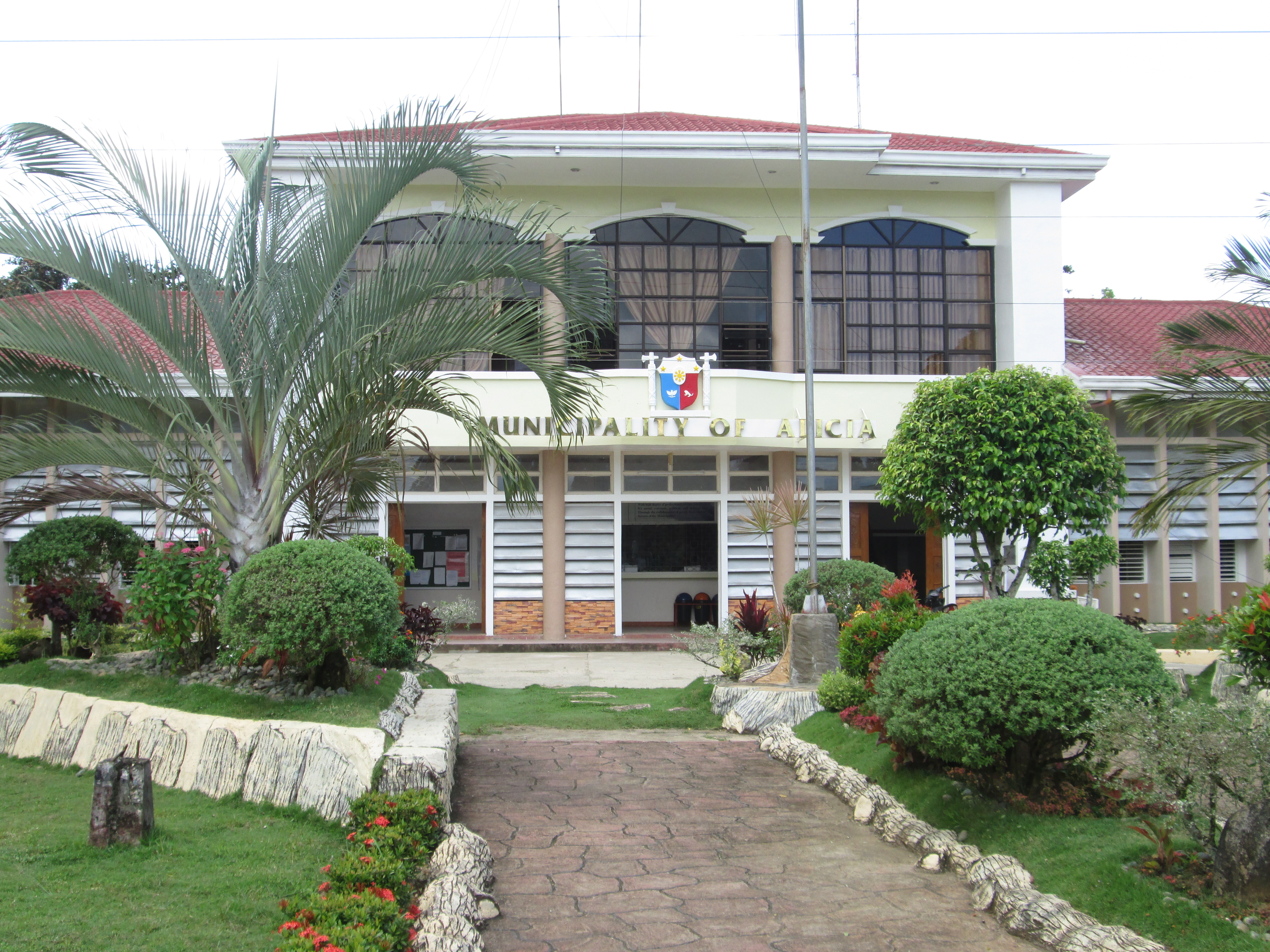
Gemeentehuis van Alicia in Bohol, De Filipijnen

### Bestuurlijke indeling
Alicia is onderverdeeld in de volgende 15 barangays:
| - Cabatang - Cagongcagong - Cambaol - Cayacay - Del Monte - Katipunan - La Hacienda - Mahayag | - Napo - Pagahat - Poblacion - Progreso - Putlongcam - Sudlon - Untaga |

## Demografie
Alicia had bij de census van 2015 een inwoneraantal van 23.517 mensen. Dit waren 1.232 mensen (5,5%) meer dan bij de vorige census van 2010. Ten opzichte van de census van 2000 was het aantal inwoners gegroeid met 1.912 mensen (8,8%). De gemiddelde jaarlijkse groei in die periode kwam daarmee uit op 0,56%, hetgeen lager was dan het landelijk jaarlijks gemiddelde over deze periode (1,84%).

De bevolkingsdichtheid van Alicia was ten tijde van de laatste census, met 23.517 inwoners op 114,5 km², 205,4 mensen per km².